# Schöllerweg 4

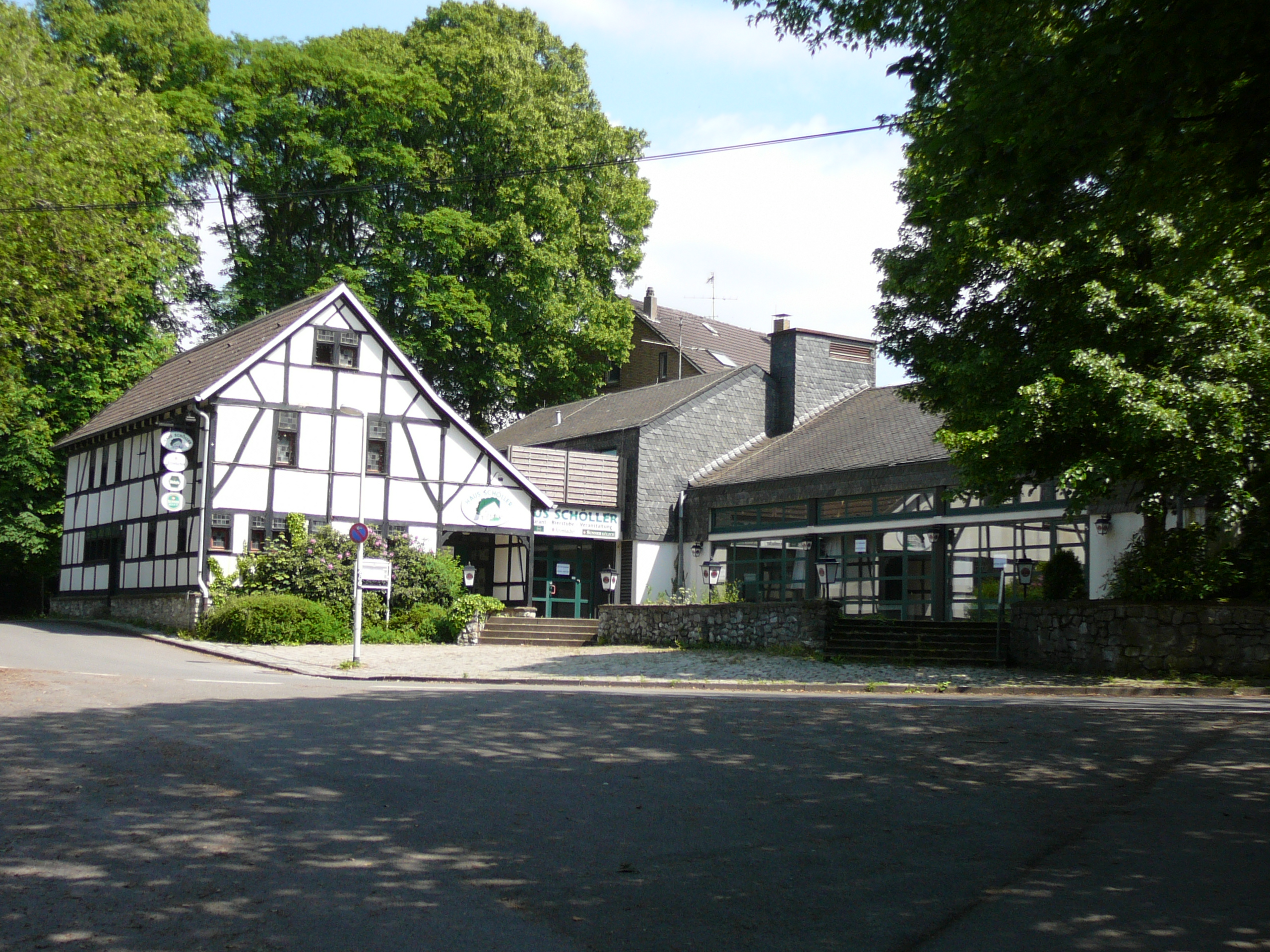
Haus Schöller

Das Objekt Schöllerweg 4, teils auch als Haus Schöller bezeichnet, ist eines der ältesten erhaltenen Gebäude im alten Ortskern von Schöller, einem Ortsteil im Wuppertaler Stadtteil Vohwinkel. Das Gebäude ist ab dem 10. Juni 1994 als Baudenkmal geschützt.
Das Gebäude ist ein zweigeschossiges Fachwerkhaus-Komplex, dessen ältester Teil aus dem ausgehenden 17. oder beginnenden 18. Jahrhundert stammt. Das Wohn- und Geschäftshaus ist mit einem Satteldach versehen und auf einem massiven Bruchsteinsockel errichtet. In den Jahren 1973 bis 1975 wurde es umfassend modernisiert.
Ende der 1920er Jahre war es auch als Haus Pöttmann bekannt. In dem Haus wurde lange Zeit ein Restaurant betrieben und stellte damit ein Ausflugslokal dar. Im März 2008 war der Betrieb geschlossen und das Haus mit einem 540 m² großen Grundstück stand zum Verkauf. Ab Februar 2010 wurde das Haus und der Bereich des ehemaligen Restaurants saniert und in Eigentumswohnungen umgewandelt.